# Belvès

Belvès este o comună în departamentul Dordogne din sud-vestul Franței. În 2009 avea o populație de 1.432 de locuitori.

## Evoluția populației
| An        | 1975  | 1982  | 1990  | 1999  | 2006  | 2009  |
| --------- | ----- | ----- | ----- | ----- | ----- | ----- |
| Populație | 1.623 | 1.581 | 1.553 | 1.431 | 1.503 | 1.432 |